# Università agraria
Le università agrarie sono forme associative, con varie denominazioni (università, comunanze, partecipanze, associazioni agrarie), esistenti tuttora in varie regioni d'Italia, che rappresentano vestigia di un'epoca passata, in cui hanno avuto funzioni ben più cospicue: esse si riportano, infatti, alle forme antiche della proprietà collettiva, di cui costituiscono il residuo storico. Si sono sviluppate e perdurano anche in altri paesi (es., gli Allmenden nella Svizzera, il mir russo).

## Le leggi
Le leggi che regolano le Università Agrarie sono le seguenti:
- legge 24 giugno 1888, n. 5489
- legge 4 agosto 1894, n. 397 (Boselli)[1]
- legge 16 giugno 1927, n. 1766 Conversione in legge del R.D. 22 maggio 1924, n. 751, riguardante il riordino degli usi civici.[2]
- R.D. Approvazione del regolamento in esecuzione della legge 16 giugno 1927 n. 1766
- legge 17 aprile 1957, n. 278 Costituzione dei Comitati Frazionali per l'Amministrazione separata dei beni di uso civico

Complessivamente nel Lazio le proprietà amministrate dalle Università agrarie ammontano a circa 50.000 ettari di terreno.

## Storia
L'ager compascuus e i communia delle colonie romane si riportano a forme affini di godimento delle terre aperto a tutti gli abitanti o limitato ad alcune categorie. Ma le origini più prossime delle università agrarie si ritrovano nell'epoca delle dominazioni barbariche, quando, venuti meno i municipî romani col loro carattere politico, le popolazioni si ridussero a semplici aggruppamenti di fatto, cementati da una comunanza d'interessi economici.
A queste universitates hominum vennero ad appartenere le terre non assegnate in proprietà privata e che restarono quindi come dominio collettivo: su di esse gli abitanti esercitavano collettivamente le facoltà di seminare, pascolare, tagliare legna, raccogliere erba, costruire capanne, ecc.; e molto spesso la partecipazione alla comunità col godimento dei diritti relativi era legata al possesso di una sors, cosicché le terre incolte venivano a costituire come un'appendice di quelle coltivate (il sistema sussiste tuttora specialmente nei "masi" del Trentino e dell'Alto Adige).
Contro questa proprietà collettiva si esercitò l'azione dissolvente del feudalesimo, con intensità e risultato ora più ora meno profondi secondo i luoghi: talvolta l'antico dominio della università venne assorbito dal diritto del signore, restando agli abitanti i semplici usi civici; altrove la comunità riuscì a conservare il proprio dominio, trovando anzi nei tentativi d'usurpazione dei feudatarî il motivo per una più forte organizzazione; altrove si costituirono forme intermedie di collaborazione fra il signore e la collettività.
È di questo periodo la formazione in alcune regioni di quelle comunità di originarî del luogo, che si chiamarono vicinie (da vicus). E talora, per le particolari condizioni dei luoghi, altre comunità sorsero per concessione degli stessi feudatarî, con lo scopo precipuo di migliorare le terre: così avvenne, ad esempio, per le partecipanze emiliane.
Il sorgere dei comuni influì profondamente sullo sviluppo delle università agrarie, alcune delle quali si confusero nel nuovo ente politico, perdendo ogni autonomia, mentre altre si conservarono più o meno indipendenti, coi loro scopi economico-agrarî, accanto al comune.
Nel primo caso i beni dell'università costituirono il patrimonio comunale; nel secondo, invece, le università conservarono la proprietà delle terre comuni. Così avvenne che le università agrarie, limitandosi al godimento dei beni comuni nell'interesse dei proprî membri, distinto dall'interesse generale cui provvedeva il comune, assai spesso chiusero i ranghi, comprendendo solo i discendenti di determinate famiglie o i membri di certi gruppi o gli originarî del luogo. Ciò si verificò, ad esempio per le partecipanze emiliane e per le società degli antichi originarî della val Camonica. Ma anche dove il comune fece proprie le terre delle università, queste tuttavia conservarono talora una propria fisonomia e una propria funzione, rivolta soprattutto a regolare l'uso ordinato delle terre comunali: e, infatti, la storia di queste associazioni è legata a quella degli usi civici. Numerosi sono gli statuti, che ci rimangono, delle università agrarie; e hanno notevole interesse, poiché offrono un quadro fedele delle condizioni sociali ed economiche del tempo: vi sono regolati i titoli di appartenenza al consorzio, sono disciplinati i poteri e le funzioni, è distribuito ordinatamente l'uso delle terre comuni.
Nel periodo successivo delle riforme, prima e dopo la rivoluzione francese, le nuove concezioni ebbero il loro riflesso anche sulle università agrarie, poiché nel principio collettivistico che le ispirava si vide un impedimento alla libertà delle terre. Quindi, da un lato si cercò di eliminarle, completando il loro assorbimento nei comuni; dall'altro si provvide, per quanto si poté, a estenderle oltre gli ambiti di famiglie o di gruppi ai quali storicamente erano limitate. Così è venuta a scemare la loro importanza, poiché le università superstiti, sparse qua e là per l'Italia, sono scarse; e differiscono notevolmente da un luogo all'altro, sia per la composizione talora aperta a tutti i cittadini del comune, talora no; sia per l'organizzazione giuridica. Alcune di esse, infatti, sono enti morali, avendo ottenuto il riconoscimento da parte dello stato o in linea generale (com'è avvenuto per le comunità esistenti nelle ex-provincie pontificie, a norma della legge 3 agosto 1894) o caso per caso; altre, invece, sono semplici figure associative sfornite di personalità. La loro intrinseca struttura varia dalla comunione romana, sia pure con qualche carattere particolare, alla comunione germanica, alla società vera e propria; e hanno natura pubblica e talvolta privata, a seconda dei casi.
La legge vigente 16 giugno 1927, n. 1766, sul riordinamento degli usi civici, ha dettato una nuova disciplina per le università ed altre associazioni agrarie, vietando la costituzione di nuove associazioni per il promiscuo godimento delle terre, pur consentendo il riconoscimento a quelle già esistenti di fatto. È ordinato però lo scioglimento delle associazioni, se il patrimonio sia insufficiente ai bisogni degli utenti o vi siano motivi per ritenere inutile o dannosa l'esistenza di esse. Infine i terreni di uso civico delle associazioni debbono essere aperti agli usi civici di tutti i cittadini del comune o della frazione; salvo che si 
tratti di diritti spettanti a determinate classi di persone per disposizione speciale di leggi anteriori o per sentenza passata in giudicato, ovvero che si tratti di associazioni composte di determinate famiglie, le quali, possedendo esclusivamente terre atte a coltura agraria, vi abbiano apportato sostanziali e permanenti migliorie. L'ordinamento vigente, pur essendo restrittivo nei riguardi delle università agrarie, salva e valorizza le funzioni vitali che esse possono tuttora svolgere, specie in quei luoghi e per quelle terre che meglio si prestano a forme di godimento collettivo anziché individuale.

## Le Università agrarie in Abruzzo
Nella regione Abruzzo, sono stati rinvenuti molti documenti che accertano la presenza delle antiche Università Agrarie, situazioni storico-amministrative simili ai paesi laziali. Si possono citare come fonti certe i seguenti borghi:
- Isola del Gran Sasso d'Italia (TE) - antica Università dell'Isola (sec. XV circa)
- Castiglione della Valle (TE)
- Pagliara di Isola del Gran Sasso (TE) - Amministrazione separata di Pagliara[6]
- Cerchiara (TE)
- Forca di Valle (TE)
- Cortino, Nerito e Crognaleto (TE) - antica Università della Montagna di Roseto
- Tossicia (TE)
- Montorio al Vomano (TE)
- Notaresco (TE)
- Altino (CH)
- Schiavi d'Abruzzo (CH)
- Roccascalegna (CH)

## Le Università agrarie nel Lazio
Per secoli la Campagna Romana e i territori limitrofi sono stati feudi delle grandi famiglie romane, prima definite baronali, e poi principesche. All'unificazione italiana uno dei massimi problemi era che dette terre erano molto mal coltivate e con un regime idrico che contribuiva a rendere malsana l'aria della stessa città di Roma.
A differenza di altre fasi storiche la politica agraria posta in essere dal governo del Regno d'Italia fu abbastanza equilibrato. Sui vecchi feudi gravavano da tempo immemorabile antichi diritti delle popolazioni locali, inquadrabili negli usi civici, soprattutto di legnatico. La necessità di scioglimento di una situazione di coesistenza di possesso del feudatario con diritti reali minori della popolazione portò ad attribuire ai feudatari stessi un diritto di riscatto della loro proprietà "privata", prima pensato in capo ai comuni, considerati come entità amministrativa, e poi attribuito a nuovi soggetti dalla legge Boselli, per i quali era stato riesumato l'antichissimo termine di Università agraria. La proprietà feudale veniva "affrancata" (cioè liberata) dal feudatario dal peso ed onere dell'esercizio degli usi civici da parte della popolazione sui terreni. Normalmente l'affrancazione della proprietà feudale da detti gravami era realizzata mediante scorporo di una parte del territorio del feudo, che diveniva di proprietà collettiva della popolazione residente. La parte riscattata rimaneva in piena proprietà privata all'ex-feudatario. Anche la successiva legge del 1927 sulla liquidazione degli usi civici sostanzialmente vide mantenute queste forme di proprietà collettive. La legge permise di quotizzare i terreni convenientemente utilizzabili per l'agricoltura, che rimangono però di proprietà collettiva della popolazione interessata fino al procedimento amministrativo di legittimazione/affrancazione, preceduto dalla propedeutica verifica delle migliorie agrarie sostanziali e permanenti apportate sul terreno.
Cambiati i tempi, le vecchie funzioni sociali di assicurare alle popolazioni umili un bisogno primario com'è la legna per riscaldarsi e per cucinare nei focolari, ora interessa piccoli paesi e un numero esiguo di persone che vi dimorano, mentre le proprietà collettive dei boschi e di altri terreni continuano a svolgere un ruolo fondamentale per la conservazione del territorio. I boschi ed i pascoli, perciò, continueranno a rimanere in gestione delle Università Agrarie, non essendone autorizzata in alcun modo la perdita della proprietà collettiva da parte della popolazione proprietaria. Su tali boschi e pascoli, nonché sui terreni agricoli quotizzati ma non ancora legittimati/affrancati, permane il diritto di uso civico di pascolo e di legnatico, in forma strettamente regolamentata dalle vigenti leggi forestali e dal codice civile.

### Le singole Università agrarie laziali
La legge che comportò l'affrancamento degli usi civici nei primi anni del XX secolo ammise una prelazione a favore di forme collettive di tali terre che nel Lazio, specialmente in provincia di Viterbo, ripresero il vecchio nome di Università agrarie.

#### Elenco
- Ponticelli Sabino Università agraria
- Albaneto di Leonessa Università Agraria
- Allumiere Università Agraria
- Bassano Romano Università Agraria
- Blera Università Agraria
- Bracciano Università Agraria
- Campagnano di Roma Università Agraria
- Canale Monterano Università Agraria
- Capena Università Agraria
- Castel Cellesi Amministrazione Separata Beni e Usi Civici (già Università Agraria)
- Castel Madama Università Agraria
- Cesano Di Roma Università Agraria
- Civitavecchia Università Agraria
- Civitella Cesi (Frazione di Blera) Università Agraria
- Civitella di Licenza (Frazione di Licenza) Università Agraria
- Colle di Tora Università Agraria]
- Civitella Di Licenza Università Agraria
- Colonna Università Agraria
- Corese Terra (frazione di Fara in Sabina) Università Agraria
- Gallicano Università Agraria
- Giulianello Amministrazione Separata Beni Usi Civici
- Grotte Santo Stefano Amministrazione Separata Beni Usi Civici (già Università Agraria)
- Guadagnolo
- Isola Farnese Università Agraria
- Longone Sabino Università Agraria
- Manziana Università Agraria
- Mentana Castel Chiodato Università Agraria
- Moricone Università Agraria
- Montecelio Università Agraria
- Nazzano Università Agraria
- Nettuno Università Agraria
- Oriolo Romano Università Agraria
- Palestrina Università Agraria
- Piedelpoggio di Leonessa Università Agraria
- Riano Università Agraria
- Sacrofano Università Agraria
- Sacrofano Università Possidenti Bestiame
- Sant'Angelo in Trigillo di Leonessa Università Agraria
- San Vito di Leonessa Università Agraria
- Tarquinia Università Agraria
- Terzone di Leonessa Università Agraria
- Tolfa Università Agraria
- Vallecupola di Rocca Sinibalda Università Agraria
- Valmontone Università Agraria
- Vasanello Università Agraria
- Vivaro Romano Università Agraria
- Vejano Università Agraria

#### Allumiere
Considerando l'estensione totale del patrimonio ed il numero di impiegati stabili, l'Università agraria di Allumiere, risulta essere la seconda più grande d'Italia (dopo Tolfa).
Gestisce tutta la normativa ad uso pubblico e in termini economici. Si presenta principalmente come azienda agricola - zootecnica in economia diretta, dalla quale si producono bovini all'ingrasso, foraggi biologici, cereali e altro.
La proprietà demaniale amministrata dall'Ente di 5.508 ha totali è la seguente:
- prati pascoli 2.575 ha;
- boschi 2.933 ha;

Un 43% dell'intero patrimonio è utilizzato per il pascolo a testimonianza di come le principali attività produttive dell'Università agraria, siano appunto rappresentate da allevamento e produzione zootecnica.
Circa un 14% della superficie a disposizione dell'Università agraria di Allumiere è adibito all'altra attività principale dell'Ente cioè le colture gestite con le metodologie dell'agricoltura biologica.

#### Blera
L'Università agraria di Blera è un'antica Arte Agraria, già esistente nel 1894 (Legge istitutiva delle UA), che ad oggi gestisce terreni, terreni boschivi, seminativi e pascolivi per una superficie di 3.572 ha.

#### Manziana
L'Università agraria di Manziana possiede tuttora una estensione di 580 ettari, prevalentemente a bosco.

#### Oriolo Romano
Il feudo di Oriolo appartenne ai marchesi Altieri, gravato di usi civici fino al 1922, anno in cui fu definitivamente smembrato in base alle leggi che facilitavano l'affrancamento di detti "usi civici". L'Università agraria, che era una forma di associazione di contadini residenti nata nei primi anni del '900 in seguito all'emanazione di una legge nazionale, distribuì gli usi civici delle terre affrancate ai residenti, mantenendo l'unitarietà della titolarità dei terreni.
Oggi l'Ente Università Agraria, i cui organi amministrativi sono eletti da tutti i residenti, controlla e gestisce tutto il comprensorio agricolo di Oriolo. Nei primi decenni del secolo, inoltre, ha partecipato con i suoi fondi alla costruzione dell'edificio scolastico, alla ristrutturazione dell'ambulatorio medico di proprietà comunale, e ha sostenuto finanziariamente famiglie disagiate.

#### Riano
L'Università agraria di Riano ha affrancato il feudo appartenente al Principe Boncompagni Ludovisi.

#### Vivaro Romano
L'Università agraria di Vivaro Romano nasce ufficialmente nel 1907, seppure già dalla metà del XVI secolo risultano attivi i tentativi dei vivaresi di costituirsi in communitas o universitas per tentare di mantenere l'indipendenza dai signori feudali. L'apporto maggiore alla communitas arrivò nel 1902 quando il Cardinale Angelo Di Pietro affrancò i terreni del Principe Borghese per donarli ai cittadini vivaresi.
Amministra e gestisce un dominio pubblico di circa 978,96 ettari, di cui:
- il 56% circa a pascolo e coltivazioni.
- il 44% di tipo forestale, con boschi di castagno, cerro, orniello, carpino nero e roverella.